# Prisma (biograf, Göteborg)
Prisma, under sin längsta tid med namnet Rialto, var en  biograf vid Järntorget i Göteborg. Den hade adressen Järntorgsgatan 14 och låg vid hörnet mot Norra Allégatan. 
Den öppnade  11 februari 1922 under namnet Järntorgsbiografen. Den hade allvarliga problem i starten och utsattes bland annat för en bojkottaktion som följd av att ägarna använt strejkbrytare under en pågående elektrikerstrejk. I samband med ett ägarskifte ändrades namnet 4 februari 1923 till Rialto, men problemen ser ut att ha fortsatt, och 1924 såldes biografen på auktion till ägarna av Palladiumbiografen vid Kungsportsplatsen i Göteborgs centrum. 
Rialto var en av Göteborgs stora biografer med 802 platser. Under stumfilmstiden hade man en orkester med 7–8 musiker, och man visade filmer med publikdragande stjärnor som Harold Lloyd, Pola Negri och Rudolph Valentino.
Rialto renoverades flera gånger, men när biografen öppnades efter en större ombyggnad 3 september 1969, var det med det nya namnet Prisma. Antalet platser hade reducerats till 636, och ingången hade flyttats från själva hörnet, till ett stycke in på Norra Allégatan. En teknisk förnyelse gjorde det möjligt att visa film i nya format. Med filmen Jordbävningen 1974 följde ljudsystemet Sensursound, (Sensurround) som skall ha varit så kraftigt att det fick milkshaken i den intilliggande Clock-restaurangen att falla ihop. En annan speciell film på Prismas program var skräckfilmen Hajen 3-D från 1983, en av de få framgångsrika 3D-filmerna.
År 1980 övertog Europafilm Palladiumbiograferna i Göteborg, och 1984 blev Svensk Filmindustri ägare. 
Prisma stängde för gott 1989. I den bevarade foajén, där den ursprungliga entrén återställts, har det sedan varit restaurang.